# Viking Fotballklubb 2014
Questa voce raccoglie le informazioni riguardanti il Viking Fotballklubb nelle competizioni ufficiali della stagione 2014.

## Maglie e sponsor
Lo sponsor tecnico per la stagione 2014 fu Diadora, mentre lo sponsor ufficiale fu Lyse Energi. La prima divisa era composta da una maglietta blu, pantaloncini e calzettoni bianchi. Quella da trasferta era costituita da una maglietta arancione, con pantaloncini blu e calzettoni arancioni.
| Casa | Trasferta |

## Rosa
| N. |                     | Ruolo | Calciatore              |
| -- | ------------------- | ----- | ----------------------- |
| 1  | Norvegia (bandiera) | P     | Arild Østbø             |
| 2  | Norvegia (bandiera) | D     | Trond Erik Bertelsen    |
| 4  | Norvegia (bandiera) | C     | Joackim Jørgensen       |
| 5  | Islanda (bandiera)  | D     | Sverrir Ingason         |
| 6  | Norvegia (bandiera) | D     | Håkon Skogseid          |
| 7  | Islanda (bandiera)  | C     | Björn Daníel Sverrisson |
| 8  | Norvegia (bandiera) | C     | Vidar Nisja             |
| 10 | Norvegia (bandiera) | A     | Veton Berisha           |
| 11 | Senegal (bandiera)  | C     | Makhtar Thioune         |
| 13 | Norvegia (bandiera) | C     | Christian Landu Landu   |
| 14 | Norvegia (bandiera) | C     | André Danielsen         |
| 16 | Norvegia (bandiera) | A     | Yann-Erik de Lanlay     |

| N. |                     | Ruolo | Calciatore            |
| -- | ------------------- | ----- | --------------------- |
| 17 | Islanda (bandiera)  | A     | Jón Daði Böðvarsson   |
| 18 | Nigeria (bandiera)  | A     | Osita Henry Chikere   |
| 20 | Islanda (bandiera)  | D     | Indriði Sigurðsson    |
| 21 | Norvegia (bandiera) | A     | Julian Veen Uldal     |
| 22 | Islanda (bandiera)  | C     | Steinþór Þorsteinsson |
| 24 | Norvegia (bandiera) | P     | Pål Vestly Heigre     |
| 25 | Norvegia (bandiera) | D     | Rasmus Martinsen      |
| 26 | Norvegia (bandiera) | D     | Pål Fjelde            |
| 27 | Norvegia (bandiera) | A     | Martin Hummervoll     |
| 28 | Norvegia (bandiera) | D     | Kristoffer Haugen     |
| 29 | Norvegia (bandiera) | A     | Carl-Henrik Refvik    |
| 30 | Norvegia (bandiera) | P     | Iven Austbø           |

## Calciomercato

### Sessione invernale(dal 01/01 al 31/03)
| Arrivi           | Arrivi                  | Arrivi     | Arrivi        |
| R.               | Nome                    | da         | Modalità      |
| ---------------- | ----------------------- | ---------- | ------------- |
| P                | Iven Austbø             | Sandefjord | definitivo    |
| P                | Arild Østbø             | Strømmen   | fine prestito |
| D                | Sverrir Ingason         | Breiðablik | definitivo    |
| C                | Joackim Jørgensen       | Elfsborg   | definitivo    |
| C                | Björn Daníel Sverrisson |            | svincolato    |
| C                | Steinþór Þorsteinsson   |            | svincolato    |
| Altre operazioni |                         |            |               |
| R.               | Nome                    | da         | Modalità      |
| C                | Jon-Helge Tveita        | Bryne      | fine prestito |
| A                | Henri Anier             | Motherwell | fine prestito |

| Partenze | Partenze                 | Partenze   | Partenze   |
| R.       | Nome                     | a          | Modalità   |
| -------- | ------------------------ | ---------- | ---------- |
| P        | Rune Almenning Jarstein  |            | svincolato |
| P        | Christoffer Midbøe Lunde |            | svincolato |
| D        | Richard Ekunde           |            | svincolato |
| D        | Johan Lædre Bjørdal      |            | svincolato |
| C        | King Gyan                |            | svincolato |
| C        | Eirik Schulze            |            | svincolato |
| C        | Jon-Helge Tveita         | Bryne      | definitivo |
| A        | Henri Anier              | Motherwell | definitivo |
| A        | Jóan Edmundsson          |            | svincolato |
| A        | Patrik Ingelsten         |            | svincolato |
| A        | Trond Olsen              | Bodø/Glimt | definitivo |
| A        | Benjamin Sulimani        |            | svincolato |

### Sessione estiva(dal 15/07 all'11/08)
| Arrivi | Arrivi             | Arrivi | Arrivi     |
| R.     | Nome               | da     | Modalità   |
| ------ | ------------------ | ------ | ---------- |
| A      | Carl-Henrik Refvik | Vidar  | definitivo |

| Partenze | Partenze | Partenze | Partenze |
| R.       | Nome     | a        | Modalità |
| -------- | -------- | -------- | -------- |

### Dopo la sessione estiva
| Arrivi | Arrivi | Arrivi | Arrivi   |
| R.     | Nome   | da     | Modalità |
| ------ | ------ | ------ | -------- |

| Partenze | Partenze          | Partenze | Partenze |
| R.       | Nome              | a        | Modalità |
| -------- | ----------------- | -------- | -------- |
| P        | Pål Vestly Heigre | Viking   | prestito |

## Risultati

### Eliteserien

#### Girone di andata
| Arbitro: | Skjerven (Kaupanger) |

|                         |           |                     |
| Diskerud 64’ Dorsin 68’ | Marcatori | 87’, 90’ Böðvarsson |

| Stavanger 4 aprile 2014, ore 19:00 2ª giornata | Viking             | 0 – 0 referto | Strømsgodset | Viking Stadion (12.090 spett.)\| Arbitro: \| Hafsås (Trondheim) \| |
| Arbitro:                                       | Hafsås (Trondheim) |               |              |                                                                    |

| Arbitro: | Staberg (Harstad) |

|  |           |                |
|  | Marcatori | 86’ Böðvarsson |

| Arbitro: | Hagen (Grue) |

|                              |           |  |
| Ingason 25’ Þorsteinsson 40’ | Marcatori |  |

| Arbitro: | Johansen (Brevik) |

|  |           |                               |
|  | Marcatori | 5’ de Lanlay 20’ Þorsteinsson |

| Arbitro: | Døvle (Larvik) |

|             |           |                                  |
| Grytten 76’ | Marcatori | 35’ (aut.) Tollås 56’ Sverrisson |

| Arbitro: | Johnsen (Tønsberg) |

|             |           |             |
| Ingason 86’ | Marcatori | 77’ Rashani |

| Arbitro: | Johansen (Brevik) |

|                |           |                |
| Kjartansson 1’ | Marcatori | 51’ Sigurðsson |

| Arbitro: | Hansen (Feda) |

|                |           |                      |
| Nisja 56’, 71’ | Marcatori | 14’ Lennon 48’ Rubio |

| Arbitro: | Hafsås (Trondheim) |

|                 |           |  |
| Elyounoussi 90’ | Marcatori |  |

| Arbitro: | Sandmoen (Kjelsås) |

|                          |           |                                |
| Sverrisson 19’ Nisja 45’ | Marcatori | 26’ M. Ndiaye 50’, 63’ Karlsen |

| Arbitro: | Johansen (Brevik) |

|              |           |                |
| Ernemann 62’ | Marcatori | 46’ Böðvarsson |

| Arbitro: | Hafsås (Trondheim) |

|                                                              |           |             |
| Danielsen 45’ Böðvarsson 59’ Sverrisson 68’ Þorsteinsson 86’ | Marcatori | 84’ Thorsby |

| Arbitro: | Staberg (Harstad) |

|  |           |                       |
|  | Marcatori | 17’ Grønner 35’ Orlov |

| Sogndal 12 luglio 2014, ore 15:30 15ª giornata | Sogndal      | 0 – 0 referto | Viking | Fosshaugane Campus (2.875 spett.)\| Arbitro: \| Rafiq (Oslo) \| |
| Arbitro:                                       | Rafiq (Oslo) |               |        |                                                                 |

#### Girone di ritorno
| Stavanger 20 luglio 2014, ore 19:00 16ª giornata | Viking          | 0 – 0 referto | Lillestrøm | Viking Stadion (7.828 spett.)\| Arbitro: \| Berntsen (Vang) \| |
| Arbitro:                                         | Berntsen (Vang) |               |            |                                                                |

| Arbitro: | Rafiq (Oslo) |

|  |           |                |
|  | Marcatori | 35’ Sverrisson |

| Arbitro: | Skjerven (Kaupanger) |

|                                                          |           |                                               |
| Sigurðsson 44’ Thioune 56’ Nisja 75’, 84’ Sverrisson 90’ | Marcatori | 9’ Larsen 39’, 61’, 68’ Kjartansson 66’ Zahid |

| Arbitro: | Hobber Nilsen (Oslo) |

|             |           |             |
| Gytkjær 19’ | Marcatori | 75’ Chikere |

| Arbitro: | Døvle (Larvik) |

|                                                   |           |                       |
| Sigurðsson 27’ Haugen 69’ Nisja 80’ de Lanlay 90’ | Marcatori | 21’ Flo 37’ Brochmann |

| Arbitro: | Johansen (Brevik) |

|                 |           |                                 |
| Brenes 39’, 54’ | Marcatori | 41’ Þorsteinsson 80’ Sverrisson |

| Arbitro: | Johnsen (Tønsberg) |

|              |           |                         |
| Skogseid 76’ | Marcatori | 13’ Skjelvik 34’ Jensen |

| Arbitro: | Døvle (Larvik) |

|                                                |           |                  |
| Samuelsen 8’ Bentley 50’ Johnsen 52’ Shala 71’ | Marcatori | 4’ (aut.) Hansen |

| Arbitro: | Hobber Nilsen (Oslo) |

|  |           |                  |
|  | Marcatori | 68’ Vilhjálmsson |

| Arbitro: | Edvartsen (Hamar) |

|                                |           |                 |
| Adjei-Boateng 37’ Storflor 51’ | Marcatori | 41’ Landu Landu |

| Arbitro: | Rafiq (Oslo) |

|          |           |                                           |
| Nisja 8’ | Marcatori | 63’ (rig.) Singh 78’ Bergmann Sigurðarson |

| Arbitro: | Johansen (Brevik) |

|                    |           |             |
| Høiland 74’ (rig.) | Marcatori | 32’ Berisha |

| Arbitro: | Sandmoen (Kjelsås) |

|             |           |                |
| Ingason 80’ | Marcatori | 20’, 24’ James |

| Arbitro: | Lundby (Bøverbru) |

|           |           |  |
| Nisja 55’ | Marcatori |  |

| Arbitro: | Hafsås (Trondheim) |

|                                  |           |                           |
| Moe 50’ Konradsen 54’ Laajab 74’ | Marcatori | 44’ Nisja 71’ (aut.) Sané |

### Norgesmesterskapet
| Arbitro: | Gya |

|  |           |                                       |
|  | Marcatori | 10’ Chikere 14’ Berisha 43’ de Lanlay |

| Arbitro: | Higraff |

|          |           |                                                                                             |
| Kanu 65’ | Marcatori | 14’, 52’ Chikere 21’ Þorsteinsson 28’ Landu Landu 33’ Ingason 47’ Sverrisson 88’ Hummervoll |

| Arbitro: | Gya |

|  |           |                                             |
|  | Marcatori | 12’ Þorsteinsson 25’ Sverrisson 76’ Berisha |

| Arbitro: | Sandmoen (Kjelsås) |

|                                                                  |           |             |
| de Lanlay 25’ Sverrisson 58’ Böðvarsson 77’ Dyngeland 90’ (aut.) | Marcatori | 72’ Karadas |

| Arbitro: | Skjerven (Kaupanger) |

|                                                               |           |               |
| Chima 14’ Elyounoussi 40’ Moström 50’ Flo 58’ Gulbrandsen 68’ | Marcatori | 32’ de Lanlay |